# Scincella apraefrontalis
Espèce
Scincella apraefrontalis est une espèce de sauriens de la famille des Scincidae.

## Répartition
Cette espèce est endémique de la province de Lạng Sơn au Viêt Nam.

## Publication originale
- Nguyen, Nguyen, Böhme & Ziegler, 2010 : A new species of Scincella (Squamata: Scincidae) from Vietnam. Folia Zoologica, vol. 59, no 2, p. 115-121 (texte intégral).